# Amprenta Buzău
Amprenta Buzău este un ziar regional din Muntenia din România.